# Раткил
Раткил (англ. Rathkeale; ирл. Ráth Caola, Рах-Кэла, «крепость Кэла») — (переписной) посёлок в Ирландии, находится в графстве Лимерик (провинция Манстер) на трассе N21, у реки Дил.

## История
Местная церковь была построена в 1832 году. Однажды внимание привлёк местный пень, который якобы нёс на себе изображение Девы Марии, но местный священник сказал, что это всего лишь дерево, а не предмет поклонения.
Местная железнодорожная станция была открыта 1 января 1867 года, закрыта для пассажиров 4 февраля 1963 года и окончательно закрыта 2 декабря 1974 года.

## Демография
Население — 1494 человека (по переписи 2006 года). В 2002 году население составляло 1362.
Данные переписи 2006 года:
| Общие демографические показатели |               |                               |                               |      |      |
| Всё население                    | Всё население | Изменения населения 2002—2006 | Изменения населения 2002—2006 | 2006 | 2006 |
| 2002                             | 2006          | чел.                          | %                             | муж. | жен. |
| 1362                             | 1494          | 132                           | 9,7                           | 711  | 783  |

В нижеприводимых таблицах сумма всех ответов (столбец «сумма»), как правило, меньше общего населения населённого пункта (столбец «2006»).
| Религия (Тема 2 — 5 : Число людей по религиям, 2006) |             |                |             |            |       |      |
| Католики, чел.                                       | Католики, % | Другая религия | Без религии | не указано | сумма | 2006 |
| 1420                                                 | 95,0        | 39             | 16          | 19         | 1494  | 1494 |

| Этно-расовый состав (Этничность. Тема 2 — 3 : Постоянное население по этническому или культурному происхождению, 2006) |            |              |       |        |        |            |       |       |
| Белые ирландцы | Лухт-шулта | Другие белые | Негры | Азиаты | Другие | Не указано | сумма | 2006  |
| 988 | 395        | 63           | 0     | 0      | 7      | 11         | 1464  | 1494  |
| Доля от всех отвечавших на вопрос, %                                                                                   |            |              |       |        |        |            |       |       |
| 67,5 | 27,0       | 4,3          | 0,0   | 0,0    | 0,5    | 0,8        | 100   | 98,01 |

1 — доля отвечавших на вопрос о языке от всего населения.
| Владение ирландским языком (Тема 3 — 1 : Число людей от 3 лет и старше по способности говорить по-ирландски, 2006) |      |            |       |       |
| Владеете ли Вы ирландским языком?                                                                                  |      |            |       |       |
| Да | Нет  | Не указано | сумма | 2006  |
| 384 | 1017 | 37         | 1438  | 1494  |
| Доля от всех отвечавших на вопрос о языке, %                                                                       |      |            |       |       |
| 26,7 | 70,7 | 2,6        | 100   | 96,31 |

1 — доля отвечавших на вопрос о языке от всего населения.
| Использование ирландского языка (Тема 3 — 2 : Говорящие по-ирландски от 3 лет и старше по частоте использования ирландского языка, 2006) |                                                            |                                               |                                               |                                               |                                               |                                               |       |                                     |      |
| Как часто и где Вы говорите по-ирландски?                                                                                                |                                                            |                                               |                                               |                                               |                                               |                                               |       |                                     |      |
| ежедневно, только в образовательных учреждениях                                                                                          | ежедневно, как в образовательных учреждениях, так и вне их | в других местах (вне образовательной системы) | в других местах (вне образовательной системы) | в других местах (вне образовательной системы) | в других местах (вне образовательной системы) | в других местах (вне образовательной системы) | сумма | всего, отвечавших на вопрос о языке | 2006 |
| ежедневно, только в образовательных учреждениях                                                                                          | ежедневно, как в образовательных учреждениях, так и вне их | ежедневно                                     | каждую неделю                                 | реже                                          | никогда                                       | не указано                                    | сумма | всего, отвечавших на вопрос о языке | 2006 |
| 97 | 1                                                          | 5                                             | 17                                            | 137                                           | 120                                           | 7                                             | 384   | 1438                                | 1494 |
| Доля от всех отвечавших на вопрос о языке, %                                                                                             |                                                            |                                               |                                               |                                               |                                               |                                               |       |                                     |      |
| 6,7 | 0,1                                                        | 0,3                                           | 1,2                                           | 9,5                                           | 8,3                                           | 0,5                                           | 26,7  | 100                                 |      |

| Типы частных жилищ (Тема 6 — 1(a) : Число частных домовладений по типу размещения, 2006) |          |         |                 |            |       |      |
| Отдельный дом                                                                            | Квартира | Комната | Переносные дома | не указано | сумма | 2006 |
| 425                                                                                      | 35       | 5       | 33              | 23         | 521   | 1494 |